# Hallerangeralm
Die Hallerangeralm (auch Halleranger-Alm; nicht zu verwechseln mit dem in unmittelbarer Nähe gelegenen Hallerangerhaus) ist eine private Alpenhütte im Karwendel in Tirol.
Die Hallerangeralm befindet sich eingebettet zwischen der Sunntigerspitze, dem Kleinen Lafatscher und der Speckkarspitze in 1774 m ü. A. Höhe. Die Almhütte liegt zwischen der Hinterautal-Vomper-Kette und der Gleirsch-Halltal-Kette im Quellgebiet der Isar am Ende des Hinterautales. Die Isar entspringt am Halleranger auf 1770 m Höhe, nur 5 Minuten von der Alm entfernt. Eine Tafel weist auf die Isarquelle hin.
Durch die zentrale Lage und die vielen Wandermöglichkeiten ist die Hütte für Bergsteiger auch für mehrtägige Touren im Karwendel geeignet. Tagesgäste kommen von Scharnitz durch das Hinterautal zur Hütte. Dies ist zu Fuß in 5 oder in ca. 3 Stunden mit dem Mountainbike möglich.
Neben der Übernachtungsmöglichkeit ist die Hütte auch bewirtet. Bis 1998 wurden auf der Halleranger-Alm Milchkühe für eigene Milchprodukte gehalten, heute beweiden ca. 90 Kühe mit Kälbern und ca. 150 Schafe die Alm.

## Geschichte
Im Jahr 1439 ist eine Schenkung der Alm von Landesfürst der Stadt Hall urkundlich erwähnt, seit 1581 trägt die Alm den Namen Haller Anger. Um ca. 1830 verkaufte die Stadt Hall den Haller Anger an Johann Schallhart. Isidor Schallhart (1883–1941) erhielt mit seiner Frau Elisabeth (1890–1971) die behördliche Erlaubnis zum Betrieb einer Gaststätte. Bis ins Jahr 1970 betrieb Elisabeth zusammen mit Sohn Johann (1930–1991) und dessen Ehefrau Erika (1935–1970) die Alm. Sohn Horst wurde 1961 geboren und übernahm zusammen mit seiner Frau Evelyne im Jahr 1983 den Hüttenbetrieb.
Sanierungen:
- 1990 Sanierung und Erweiterung der Küche
- 1994 Errichtung einer vollbiologischen Kläranlage
- 1998 Sanierung der Wasserturbine
- 2018 Installation einer Photovoltaikanlage
- 2019 Erneuerung der Sanitäreinrichtungen

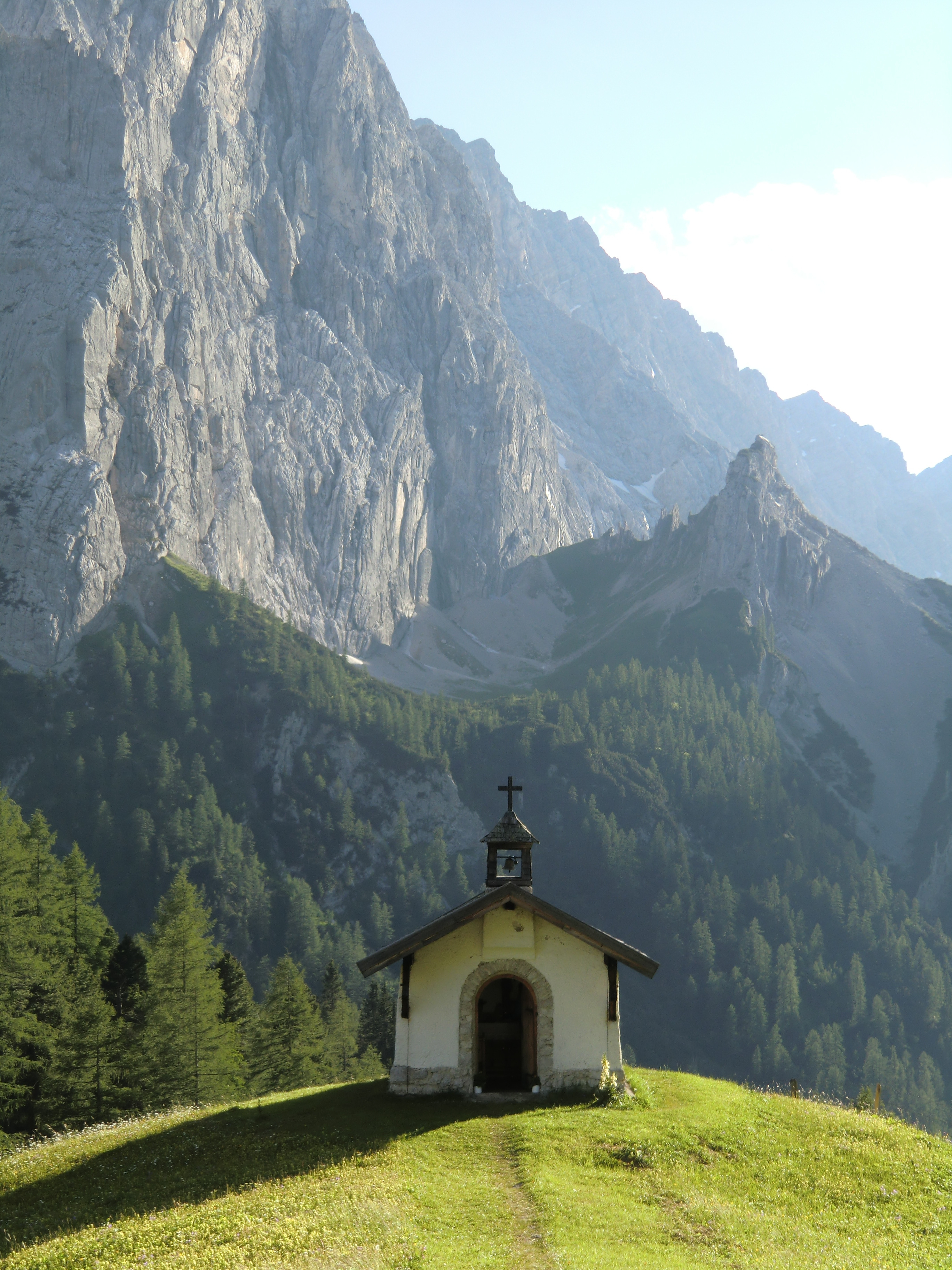
Die Kapelle an der Halleranger Alm

### Kapelle
Im Jahr 1946 ließ Elisabeth Schallhart eine kleine Kapelle zum Gedenken an ihren verstorbenen Mann Isidor († 1941) erbauen. Diese wurde im ersten Winter durch eine Lawine vom Sunntiger fast völlig zerstört. Heute wird die Kapelle für Hochzeiten genutzt. Ludwig Graßler (1925–2019), ein Freund der Familie und Erfinder des Traumpfades München–Venedig, fand dort am 22. August 2019 seine letzte Ruhestätte.
Durch die Kulisse der Lafatscher-Nordwand eignet sich die Hütte als sehr schönes Fotomotiv.

## Zugänge
- Von Scharnitz durch das Hinterautal und den Hüttenweg über die Kastenalm, Gehzeit: ca. 5 Stunden
- Von Innsbruck und Absam in Tirol vom Parkplatz am Halltaleingang, Gehzeit: ca. 4 Stunden
- Von Sankt Magdalena im Halltal über das Lafatscher Joch, mittel, Gehzeit: 2,5 Stunden[8]
- Von Vomperberg über Katzenleiter, Vomper Loch und Überschalljoch, mittel, Gehzeit: 6 Stunden

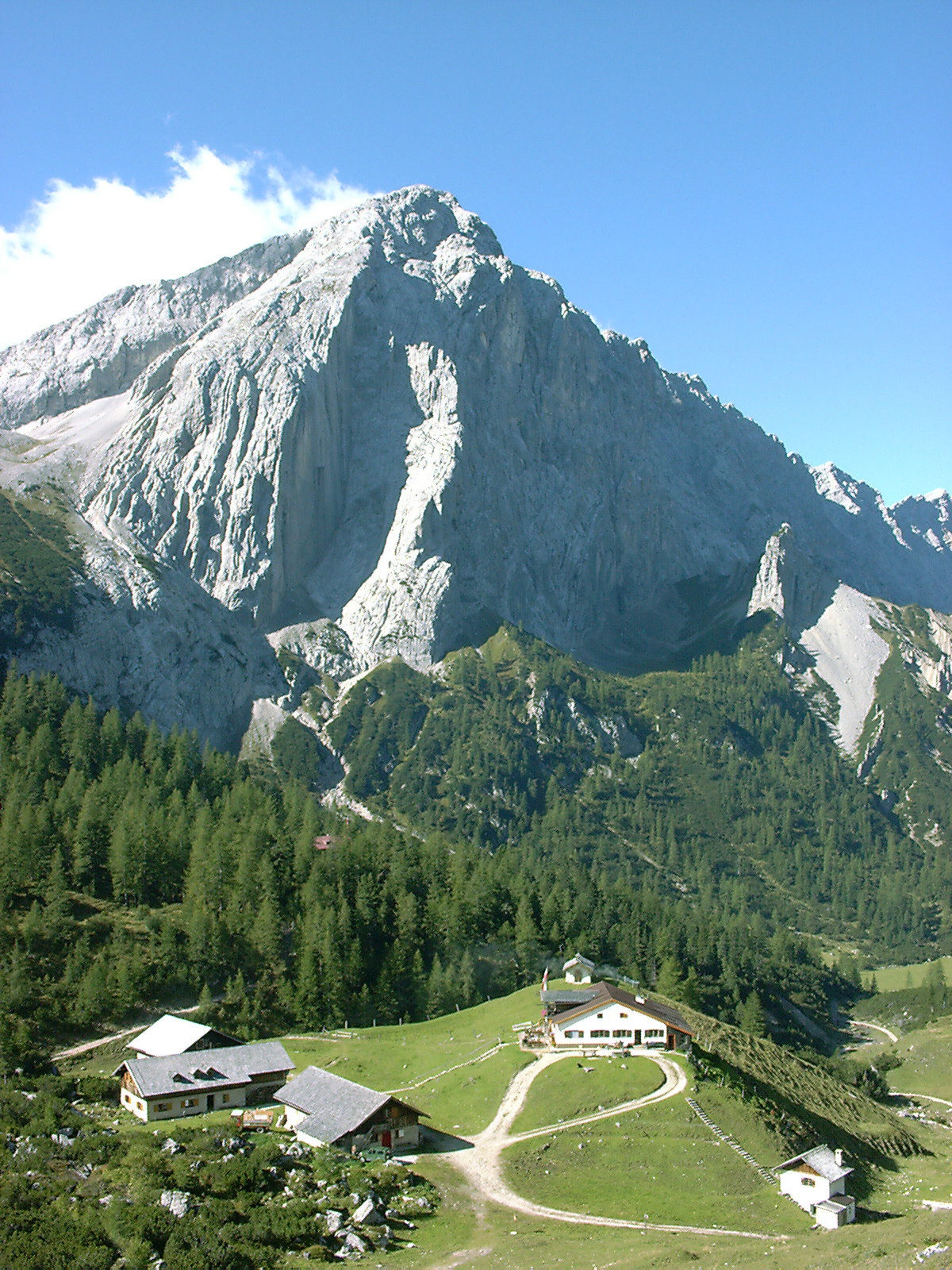
Halleranger Alm im Jahr 2020

## Übergänge
- Hallerangerhaus, Gehzeit: 5 Minuten
- Kastenalm, Gehzeit: 1,5 Stunden
- Bettelwurfhütte über Lafatscher Joch und Höhenweg, mittel, Gehzeit: 2,5 Stunden
- Pfeishütte über Lafatscher Joch und Stempeljoch, mittel, Gehzeit: 3 Stunden
- Karwendelhaus über Kastenalm, Birkkar, Schlauchkarsattel und Schlauchkar, schwierig, sehr lang, Gehzeit: 9 Stunden
- Lamsenjochhütte über Vomper Loch, Katzenleiter und Lamsscharte, schwierig, sehr lang, Gehzeit: 10 Stunden

## Weitwanderwege
Verschiedene Weitwanderwege führen an der Alm vorbei.
- Traumpfad München–Venedig[9]
- Adlerweg[10]
- Karwendel Höhenweg West[11]

## Gipfelbesteigungen
- Sunntigerspitze (2321 m ü. A.) über Westgrat, mittel, Gehzeit: 1½ Stunden
- Speckkarspitze (2621 m ü. A.) über Nordgrat, schwierig, Gehzeit: 2½ Stunden
- Kleiner Lafatscher (2636 m ü. A.) über Lafatscher Joch, schwierig, Gehzeit: 3 Stunden
- Großer Lafatscher (2696 m ü. A.) über Lafatscher Joch, schwierig, Gehzeit: 3½ Stunden
- Großer Bettelwurf (2726 m ü. A.) über Bettelwurfhütte, schwierig, Gehzeit: 4½ Stunden
- Birkkarspitze (2749 m ü. A.) über Kastenalm und Birkkar, schwierig, sehr lang, Gehzeit: 6 Stunden